# Vafþrúðnir
 (signalé en mai 2025).
Si vous disposez d'ouvrages ou d'articles de référence ou si vous connaissez des sites web de qualité traitant du thème abordé ici, merci de compléter l'article en donnant les références utiles à sa vérifiabilité et en les liant à la section « Notes et références ».
- Archive Wikiwix
- Bing
- Cairn
- DuckDuckGo
- E. Universalis
- Gallica
- Google
- G. Books
- G. News
- G. Scholar
- Persée
- Qwant
- (zh) Baidu
- (ru) Yandex
- (wd) trouver des œuvres sur Wikidata

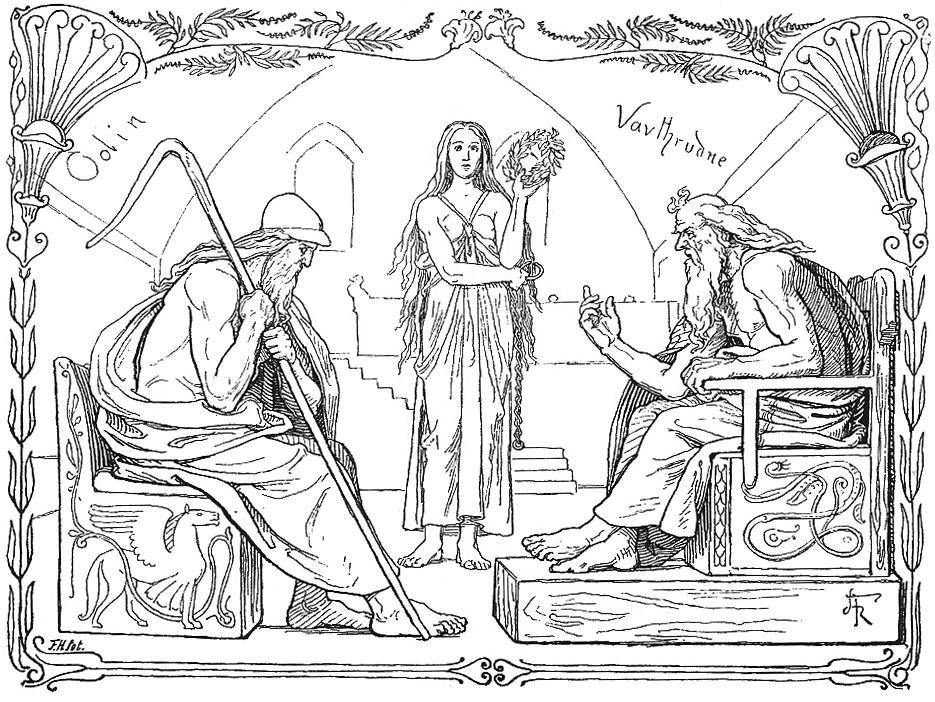
Odin et Vafþrúðnir se combattent dans un jeu du savoir (1895) par Lorenz Frølich.

Dans la mythologie nordique, Vafþrúðnir est un géant très sage décrit par la déesse Frigg comme étant le plus puissant des géants. Il apparaît uniquement dans le poème eddique du Vafþrúðnismál où le dieu Odin vient le visiter pour questionner son fameux savoir. Ils se défient par un jeu de questions dans lequel Vafþrúðnir met sa tête en gage. Odin est victorieux, ce qui implique que Vafþrúðnir finit par trouver la mort.
Vafþrúðnir est également mentionné dans l’Edda de Snorri (chapitre 5 du Gylfaginning), où des strophes provenant du Vafþrúðnismál sont citées ; notamment sa réponse au sujet de l'origine d'Aurgelmir.